# Игнатович, Николай Иванович
Никола́й Ива́нович Игнато́вич (17 мая 1940, Адаховщина, Барановичский район, Барановичская область, БССР — 5 декабря 1992, Минск, Белоруссия) — советский и белорусский государственный деятель, государственный советник юстиции 2 класса.

## Биография
Родился 17 мая 1940 года в семье крестьян. Трудовую деятельность начал автослесарем на Барановичском ремонтном заводе. После службы в рядах Советской Армии (1959—1962) возвратился в Барановичи и трудился рабочим с 1962 по 1964 год на предприятиях города. С 1964 года — студент юридического факультета Белорусского государственного университета по специальности «правоведение».
После окончания университета в 1968 году работал адвокатом-стажёром юридической консультации Витебска, затем адвокатом в посёлке Бешенковичи Витебской области.
В 1970—1973 годах работал следователем Слуцкой межрайонной прокуратуры, затем старшим следователем прокуратуры Минской области (1973—1976). С 1976 года — следователь по особо важным делам при прокуроре Белорусской ССР. Расследовал ряд сложных уголовных дел: гибель Первого секретаря ЦК КПБ П. М. Машерова в 1980 году; убийства инспектора рыбоохраны, следователя прокуратуры и двух милиционеров в городе Мозырь в 1981—1983 годах («Мозырское дело»); серия убийств женщин в Витебской области в 1971—1985 годах (сумел найти маньяка Геннадия Михасевича).
В 1989 году, при поддержке общественного движения Белорусский народный фронт «Возрождение» и рабочих профсоюзов, избран депутатом на Съезд народных депутатов СССР по Минскому Заводскому национально-территориальному избирательному округу, а на Съезде — членом Верховного Совета СССР.
Вошёл в состав комиссии Съезда народных депутатов СССР для проверки материалов, связанных с деятельностью следственной группы Прокуратуры Союза ССР, возглавляемой Т. Х. Гдляном. Был членом Комитета Верховного Совета СССР по вопросам гласности, прав и обращений граждан, а с 1990 года возглавлял Комиссию по вопросам привилегий и льгот Верховного Совета СССР.
Государственный советник юстиции 2 класса.
15 октября 1991 года постановлением Верховного Совета Республики Беларусь назначен  Генеральным прокурором Белоруссии.
Умер 5 декабря 1992 года от рака желудка. Похоронен 7 декабря на Восточном кладбище Минска.